# Yves Domergue
Yves Marie Alain Domergue (1954-1976) fue un joven francés detenido-desaparecido durante la dictadura militar en Argentina  (1976-1983) poco después del 20 de septiembre de 1976.
Es uno de los 24 franceses desaparecidos de Argentina (los otros son Marcel Amiel, Elena Arce Sahores, Edmundo Samuel Beliveau, Robert Boudet, Jean-Yves Claudet Fernández, Françoise Dauthier, Sor Alice Domon, Pedro Dufau, Sor Léonie Duquet, Andrés Roberto Duro, Marie-Anne Erize, Roberto Gamonet, Maurice Jeger, Mario Roger Julien Cáceres, padre Gabriel Longueville, Pierre Pegneguy, Juan Roger Peña, Jean Hugo Perret, Cecilia Rotemberg, Jean Marcel Soler y los hermanos Marcel, Paul y Raphaël Tello).

## Su vida
Nacido el 8 de agosto de 1954 en París, sus padres se mudaron a Argentina de julio de 1959 hasta octubre de 1974. Yves no regresa a Francia, se queda para estudiar ingeniería en la Universidad de Buenos Aires.
A fines de septiembre de 1976 Yves y su pareja Cristina Cialceta Marull son detenidos por una patrulla del Ejército en las inmediaciones del Batallón de Comunicaciones 121 ubicado en la ciudad de Rosario.
Además de las acciones realizadas por su familia a las autoridades francesas y argentinas, su desaparición fue objeto de una campaña de prensa y varios artículos son dedicados a él (ver referencias). Su padre, Jean Domergue, fue entrevistado el 23 de mayo de 1978, el 31 de agosto de 1979, el  4 de septiembre de 1979 y el 29 de noviembre de 1982, por la televisión francesa Antenne 2.
Sus restos fueron identificados en mayo de 2010 por el Equipo Argentino de Antropología Forense (EAAF) después de una tarea escolar cumplida por los alumnos de la Escuela de Pablo Pizzurno, de la Ciudad de Melincué, acerca de dos jóvenes muertos encontrados en la zona y enterrados en el cementerio de la ciudad a fines de septiembre de 1976 como desconocidos (NN). Esta conclusión se ve confirmada por la justicia argentina y anunciada el 27 de julio de 2010 en la prensa y la televisión (en Argentina: Canal 5 Rosario y Visión siete, y en Francia en France 2, LCI, BFM TV, France 24, I-Télé, M6 y TV5).

## El caso Melincué
En 2011 Señal Santa Fe y Canal Encuentro coprodujeron una serie de documentales sobre Yves y Cristina. Un primer informe de una hora se emite el 24 y 25 de marzo de 2011, por el canal público argentino Canal 7 y Canal Encuentro un canal de cable. También se proyecta en París el 9 de diciembre de 2011 a la Embajada de Argentina en Francia como parte de la "Quincena de los Derechos Humanos". Con otros 9 DVD, la historia integra la serie denominada "Colección Derechos Humanos" distribuida por Canal Encuentro en las escuelas argentinas a fines de 2011.
La película comienza así: 

En los años setenta, Yves Domergue y Cristina Cialceta se enamoraron mientras militaban en una agrupación política. Durante la dictadura militar iniciada en 1976 pasaron a la clandestinidad. En septiembre de ese año fueron secuestrados y luego asesinados. Sus cuerpos permanecieron como NN en el cementerio de Melincué por más de 30 años. En el año 2003, a partir del trabajo iniciado por una profesora y un grupo de alumnos de una escuela secundaria, se logró recuperar la identidad de ambos y reconstruir esta dolorosa historia.
(Genérico introductorio)

Canal Encuentro emite cuatro nuevos capítulos de media hora del 9 al 30 de abril de 2012: « Capítulo 1 - Yves », « Capítulo 2 - Cristina », « Capítulo 3 - Melincué y Secretaría de Derechos Humanos de Santa Fe » y « Capítulo 4 - Juicio a Díaz Bessone en Rosario, Equipo Argentino de Antropología Forense y ceremonia del árbol en Rosario ».

## Una flor para las tumbas sin nombre
La historia de Yves y Cristina está contada en el largometraje docuficcional Una flor para las tumbas sin nombre. Esta película dirigida por Daniel Hechim y producida en 2014 por María Eugenia Bertone combina testimonios y escenas recreadas por actores. Ganó el Concurso de largometrajes documentales organizado por el Instituto Nacional de Cine y Artes Audiovisuales (Incaa).

## Eric Domergue
Yves era el mayor de nueve hermanos. Después de su desaparición, su padre Jean comenzó a presionar a las autoridades francesas y argentinas para tratar de encontrar a Yves. Eric, el segundo hermano, lo ayuda en su investigación.
Desde el retorno a la democracia, regresó a vivir a Argentina y siguió en busca de su hermano. 34 años después, los restos de Yves pudieron ser identificado. Eric es en el portavoz de la familia y organiza ceremonias celebradas los días 7 y 8 de agosto de 2010 en Melincué, Rosario y Buenos Aires.
A fines de 2011, publicó su primer libro, " Melincué: Del aula a la identidad ", que incluye diversos textos escritos por diferentes actores que han permitido la identificación: familiares, amigos, profesores y estudiantes. Está ilustrado con fotos, artículos y poemas en memoria de Yves. Este libro se distribuye gratuitamente en las escuelas.
El 5 de mayo de 2012, presenta a la Feria Internacional del Libro de Buenos Aires un nuevo libro, "Huesos Desnudos", que recorre la larga búsqueda, colocándolo en la historia de la familia que entrecruza Egipto (lugar de nacimiento de su padre) y el Canal de Suez, París (lugar de nacimiento de su madre) y finalmente Buenos Aires.

## Impacto

### Placas
- 2001: El Parque de la Memoria[8] (Costanera Norte, Buenos Aires).
- El 7 de agosto de 2010, dos placas se colocan en Melincué: una a la entrada del cementerio y la otra en la escuela de la ciudad.
- El 8 de octubre de 2010 una placa en homenaje a los desaparecidos se coloca en la entrada de la facultad de Ingeniería Rosario.[9]
- El 10 de diciembre de 2012 se inauguró una placa conmemorativa para los exalumnos del liceo franco-argentino Jean Mermoz víctimas de la dictadura (Yves Domergue, Marie-Anne Erize Tisseau, Cecilia Rotemberg, Alejandra Lapacó, Elena María Ungar, Rubén Rosemberg y Claudio César Adur).[10]

### Película
- Título: Una flor para las tumbas sin nombre
  - Producción: María Eugenia Bertone
  - Realización y escenario: Daniel Hechim
  - Fotografía: Atilio Perín
  - Música: Gerónimo Piazza
  - Empresa de producción: Medaluz
  - Lenguas originales: Español, algunos pasajes en Francés
  - Género: docudrama
  - Duración: 82 minutos
  - Fecha de lanzamiento: 2014

### Prensa en español
- 1982-11-29 - El Día internacional - Noticias Argentinas
- 1985-02-28 - La Razón - No se olviden de los desaparecidos
- 1997-03-10 - La Capital de Rosario
- 1998-11-18 - Clarín - Acusan en París a más militares argentinos
- 1998-11-18 - Clarín - La lista de Emilio Massera
- 2000-07-03 - Clarín - Un juez francés pide interrogar a 140 militares argentinos
- 2000-12-23 - Voces de Melinkhué – NN
- 2001-08-10 – Rosario 12 - El francés que desapareció en Rosario durante la dictadura
- 2001-08-10 - La Capital - Buscan datos sobre un joven francés secuestrado en Rosario
- 2003-06-01 - La Reforma - La última carta
- 2004-06 - Alapalabra - La Memoria de los huesos
- 2008-09 - Espacios n.1 - Castigo Universal
- 2010-07-28 - Excélsior - P1 - Hallan a mexicana desaparecida en 1976
- 2010-07-28 - La Capital - Melincué, identifican restos de una pareja de desaparecidos
- 2010-07-28 - Página 12 - Después de 34 años sentimos alivio
- 2010-07-28 - Tiempo Argentino - Identificaron a dos desaparecidos
- 2010-07-29 - Clarín - Melincué, el pueblo que cuidó dos cuerpos NN de la dictadura
- 2010-07-29 - Página 12 - La identidad como consigna
- 2010-07-30 - La Capital – Desaparecidos
- 2010-08-08 - La Capital - Melincué tuvo un día para la memoria
- 2010-08-08 - Tiempo Argentino - Homenaje en Melincué
- 2010-08-09 - Pagina12 - Un poco de paz, 34 años después
- 2010-08-09 - Rosario12 - Descansan en paz
- 2010-08-21 - Voces de Melinkhué - Fue largo el camino para darles nombre
- 2010-08-27 - Página 12 - Las 12 - Aprender la verdad
- 2010-09-15 - El Eslabón Rosario - P4 - A Yves se lo había tragado la tierra
- 2010-09 - Boletín DDHH Santa Fe - Cuando la verdad emerge entre las sombras

### Televisión
- 1978-05-23: (en francés) Antenne 2, Journal de 20h. Informe y entrevista con Jean Domergue
- 1979-08-31: (en francés) Antenne 2, Journal de 20h. Informe y entrevista con Jean Domergue
- 1979-09-04: (en francés) Antenne 2, Midi 2. Informe y entrevista con Jean Domergue seguida de un debate
- 1982-11-29: (en francés) Antenne 2, Midi 2, informe y entrevista con Jean Domergue
- 2010 los 27 y 28 de julio: (en francés) Informes en francés en France 2, LCI, BFM TV, France 24, I-Télé, M6, TV5, AFPTV y español en Canal 5 Rosario, Noticiero de México, Visión siete
- 2010 en agosto: informes en Canal 5 Rosario y Russia Today
- 2010-12-16: Horizons, informe y entrevista con Eric Domergue
- 2010: Expediente NN. Documental de dos partes de 50 minutos, dirigido por Armando Senese.
- 2011: El caso Melincué. Documental de una hora, dirigido por Lorena Muñoz.
- 2012: El caso Melincué – La Serie. Cuatro nuevos capítulos de media hora realizados por Lorena Muñoz.
- 2012-04-29: (en francés) M6, Enquête exclusif. Documental y entrevista con Eric Domergue

### Radio
- 2010-07-28 - Metro 95.1 FM - Perros de la Calle - Eric Domergue con Andy Kusnetzoff
- 2010-07-28 - RM Info Metrópolis (FM 88.1) - Entrevista con Juliana Cagrandi
- 2010-07-31 - Radio Universidad de Rosario FM 103.3 - Noticias Piratas
- 2010-08-12 - LT23 Radio San Jenaro - Coco on line - Coco López
- 2010-08-14 - La tribu - Al dorso
- 2010-08-24 - Cancha Rayada - Jorge Basuino, el loco del expediente
- 2010-09-04 - Radio Palermo - A mediodía en punto
- 2011-02-10 - La Retaguardia - Entrevista con Eric
- 2011-02-13 - Radio Nacional - Informe (y los 20 & 27 de marzo)
- 2011-03-11 - Radio Firmat – Informe (y el 22 de marzo)
- 2011-06-19 - Radio Nacional - Una Canción Un Recuerdo, Papa de Eric Domergue
- 2011-11-07 - Muy bueno el programa - La Iglesia Santa Cruz Estandarte De La Resistencia (y el 12 de diciembre)